# Montespan
Montespan település Franciaországban, Haute-Garonne megyében. Lakosainak száma 466 fő (2022. január 1.). Montespan Beauchalot, Figarol, Ganties, Labarthe-Inard, Pointis-Inard és Rouède községekkel határos.

## Népesség
A település népességének változása:
| Lakosok száma | 479  | 428  | 398  | 434  | 450  | 454  | 455  | 459  | 460  | 466  |
|               | 1968 | 1982 | 1990 | 2006 | 2013 | 2015 | 2017 | 2019 | 2020 | 2022 |